# Aldo Caron

Scultura di Aldo Caron, chiesa di Santa Barbara, San Donato Milanese

Aldo Caron (Pove del Grappa, 2 febbraio 1919 – Borgo Valsugana, 7 settembre 2006) è stato uno scultore italiano.

## Biografia
A sette anni affronta per la prima volta la pietra nella bottega del padre artigiano del marmo. Pochi anni dopo si trasferisce con la famiglia a Borgo Valsugana (TN), ove si dedica anche a disegno e pittura con Ferruccio Gasparetti, "l'artista del Borgo". 
A metà degli anni '40 si reca a Milano e viene ammesso all'Accademia di Belle Arti di Brera: gli sono insegnanti dapprima Giacomo Manzù e successivamente Marino Marini. 
Si trasferisce e opera a Roma dove il Ministero dell'Istruzione gli riconosce la disponibilità di uno studio a Villa Massimo, ove operano anche artisti come Renato Guttuso ed Emilio Greco. Dirige l'Accademia delle Belle Arti di Viterbo. Negli anni '90 torna a risiedere in Trentino.

## Attività
Molti i committenti che gli hanno richiesto opere tra cui l'INAIL, la Biblioteca Nazionale di Roma e la Cassa di Risparmio di Pergine Valsugana. La famiglia di Alcide Degasperi gli ha chiesto, il giorno della morte dello statista, di realizzarne il calco del viso. Enrico Mattei gli ha fatto scolpire una statua in granito di Santa Barbara per la chiesa di Metanopoli a lei dedicata e il bozzetto di un crocefisso in ceramica che dall'inizio degli anni '50 è stato esposto negli uffici del gestore di ogni stazione di servizio AGIP in Italia e anche in alcune all'estero. 
Aldo Caron ha ricevuto molti riconoscimenti e partecipato a numerosissime rassegne tra cui la VII e la IX Quadriennale di Roma e per due volte la Biennale di Venezia (nel 1954 e nel 1956). Nel 1992 la Galleria Civica di Arte Contemporanea di Trento gli ha dedicato una mostra antologica personale.